# Taco Mundo
Taco Mundo is een Nederlandse fastfoodketen. Het bedrijf werd opgericht in 2000 door Tom Filippini en heeft zijn hoofdkantoor in Amsterdam. Taco Mundo is geïnspireerd door de Mexicaanse keuken en heeft gerechten zoals taco's, burrito's en nacho's op het menu.
Sinds 2005 is Taco Mundo een fastfoodfranchise, met 37 vestigingen in Nederland in 2024. In 2014 richtte Taco Mundo samen met Domino's Pizza, De Beren, Spare Rib Express en New York Pizza de Nederlandse Vereniging Van Maaltijdbezorgers op.